# Rezerwat przyrody Śnieżyca
Rezerwat przyrody Śnieżyca – florystyczny rezerwat przyrody położony na terenie gminy Nysa w powiecie nyskim (województwo opolskie).
Obszar chroniony utworzony został 26 kwietnia 2019 r. na podstawie Zarządzenia Regionalnego Dyrektora Ochrony Środowiska w Opolu z dnia 10 kwietnia 2019 r. w sprawie uznania za rezerwat przyrody „Śnieżyca” (Dz. Urz. Woj. Opol. 2019 r., poz. 1431). Obiekt powstał jako 37. rezerwat w województwie opolskim, a 1500. w Polsce.

## Położenie
Rezerwat ma 2,38 ha powierzchni. Obejmuje tereny leśnictwa Markowice w nadleśnictwie Prudnik na terenie obrębu ewidencyjnego Przełęk (działka ewidencyjna nr 358). Znajduje się w granicach obszaru Natura 2000: specjalnego obszaru ochrony siedlisk „Przyłęk nad Białą Głuchołaską” PLH160016. Leży wewnątrz lasu w pobliżu rozlewiska rzeki Białej Głuchołaskiej. W odległości ok. 500 m na południe położony jest rezerwat przyrody Przyłęk, a ok. 500 m na północny wschód leży wieś Przełęk.

## Charakterystyka
Na terenie rezerwatu występuje typ ekosystemu leśny i borowy (podtyp lasów nizinnych). Celem ochrony rezerwatowej jest „zachowanie licznego stanowiska śnieżycy wiosennej” (Leucojum vernum). Jest to jej najbardziej na wschód wysunięte stanowisko w sudeckim obszarze występowania (w Polsce bardziej na wschód występuje jeszcze w Bieszczadach). Gatunek ten znajduje się na czerwonej liście roślin i grzybów Polski oraz czerwonej liście roślin naczyniowych województwa opolskiego. Na terenie rezerwatu dominuje łęg wiązowo-jesionowy (Ficario-Ulmetum minoris – siedlisko przyrodnicze 91F0), występują tu także inne chronione gatunki roślin i kręgowców, m.in. muchołówka białoszyja (Ficedula albicollis).
Teren objęty jest ochroną czynną. Rezerwat nie ma obowiązującego planu ochrony ani ustalonych zadań ochronnych (stan na maj 2019).